# Gigantoceras crinopis
Gigantoceras crinopis är en fjärilsart som beskrevs av George Francis Hampson 1905. Gigantoceras crinopis ingår i släktet Gigantoceras och familjen trågspinnare. Inga underarter finns listade i Catalogue of Life.